# Rue Mélanie
La rue Mélanie, est une voie de circulation de la ville de Strasbourg.

## Situation et accès
Située dans le quartier de La Robertsau, elle débute à la rue Boecklin à hauteur de l'église protestante et se termine sur le parking du Château de Pourtales. La rue est bordée de maisons depuis la fin du XIXe siècle.

## Toponymie
La voie a porté successivement différents noms, en français ou en allemand : 
- Steures Wörthel (« petites île Steurer ») en 1790. Les Steurer sont une famille du XVIIe siècle[1] ;
- Alten Hof (« vielle ferme ») en 1817[1] ;
- Quartier Rouge en 1870[1] ;
- Rothes Quartier (« quartier rouge ») en 1872 après l'annexion par l'Empire allemand[1] ;
- Hauptstrasse (« rue Principale ») en 1880[2] ;
- Rue Mélanie en 1918 et 1945 à la Libération[1] ;

## Origine du nom

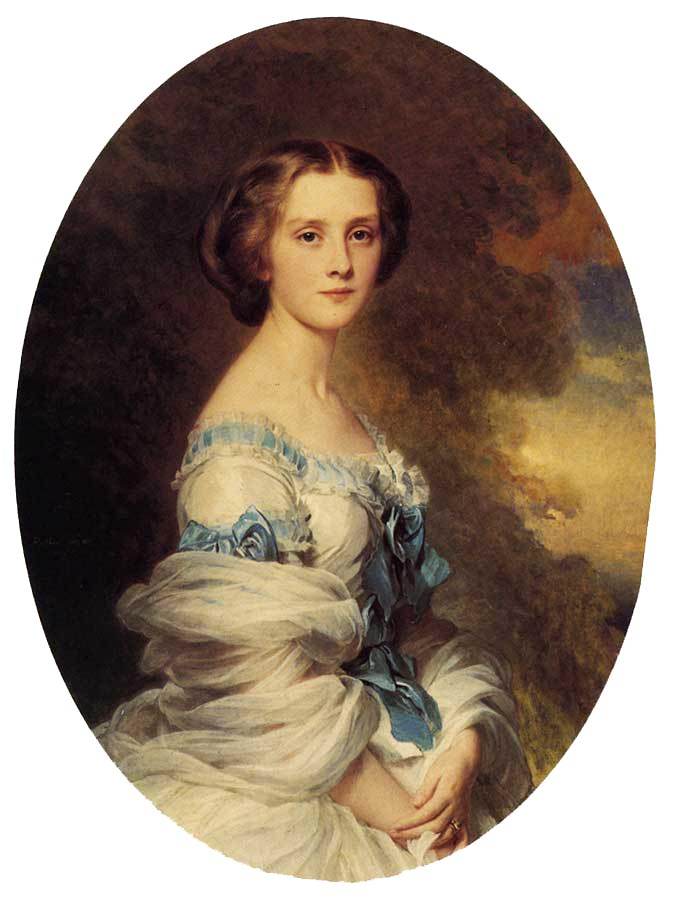
Mélanie Renouard de Bussière (comtesse de Pourtalès)

La rue rend hommage à Mélanie de Pourtalès née de Bussière, dont la famille était propriétaire du château de Pourtalès de 1802 à 1939.

## Bâtiments remarquables et lieux de mémoire
- Au N° 2 se situe les anciens Bains Municipaux construis en 1930 par Paul Dopff. En 1984 ils sont transformés en médiathèque du quartier[1],[3].
- Au N° 15 une maison et son portail du XVIIIe siècle sont classés au monument historique depuis 1984[4].
- Au N° 66 se trouve la crèche Lovisa (Louise). Il s'agit d'un ensemble construit par Henri Perrin en 1880 grâce au don du banquier Jean-Auguste Ehrmann (1786-1876). À l'origine, l'établissement est un centre de convalescence qui prend le prénom germanisé de la mère du donateur[1],[5].
- Au N° 161 le Château de Pouralès termine la rue.